# Мозамбик
Мозамбик (порт. Moçambique), званично Република Мозамбик (порт. República de Moçambique), суверена је унитарна полупредседничка уставна република смештена у југоисточном делу афричког континента. Са површином од 801.590 km² 35. је држава по величини територије у свету, односно 15. највећа држава у Африци. Граничи се са Танзанијом, Малавијем, Замбијом, Зимбабвеом, Јужноафричком Републиком и Есватинијем на северу, западу и југу, док на истоку излази на обале Индијског океана, односно његовог дела Мозамбичког канала који га раздваја од Мадагаскара.
Земља се простире између реке Рувуме на северу и вулканског масива Лебомбо на југу. Централним делом протиче река Замбези чија долина представља географско средиште земље, а која се у Индијски океан улива пространом делтом површине прко 8.000 km². Северни део земље је знатно виши и ту се налазе бројна ниска побрђа, док је на југу пространа равница. Северни део обале је нешто виши и каменитији, док је остатак доста нижи и песковит, а уз обалу се налазе бројни корални гребени. Мозамбик се налази у зони тропске климе са јасно издвојеним влажним и сушним периодом године. Уз обалу пролази крак топле Мозамбичке струје која носи воде из екваторијалног подручја ка југу., а због чијег утицаја је релативна влажност ваздуха изразито висока током целе године (и преко 75%).
Први становници на подручју савременог Мозамбика били су разни мањи народи из породице банту црнаца који су се на то подручје доселили још у петом веку пре нове ере из унутрашњих делова континента. Почетком 11. века на мозамбичку обалу почињу да долазе арапски, персијски и сомалијски трговци који на том подручју оснивају и прва стална насеља. Португалски колонизатори почињу постепену колонизацију Мозамбика почетком 16. века, и остају на том подручју наредна четири века, све до 1975. и оснивања независне социјалистичке Народне Републике Мозамбик. Непосредно након проглашења независности у земљи долази до крвавог грађанског рата у ком је за 15 година страдало више од милион људи. Први демократски и вишестраначки избори одржани су тек 1994. године.
Према статистичким подацима из 2020. у Мозамбику је живело 30.098.197 становника, или у просеку 36,01 ст./км2. Главни град земље је Мапуто, највећи град је Матола, а већи градови су још и Нампула, Беира, Шимојо, Келимане и Тете. Најгушће су насељена приобална подручја уз велике градове, док је централни део земље уз долину Замбезија због нездраве климе најређе насељено подручје земље. највећи део популације припада групи Банту црнаца, а бројчане највеће етничке групе су Макуа, Јао, Сена, Шона, Маконде, Свахили и други. Иако је португалски једини званични језик на територији целе земље, њега говори тек нешто око половине укупне популације, и то као други језик. Најдоминантнији говорни језици су макува, сена и свахили.
Иако је држава доста богата у природним ресурсима, најважнија привредна делатност је и даље пољопривреда, а у последње време све више се развијају индустријски и туристички сектор. Најважнији трговачки партнер Мозамбика је Јужноафричка Република, која је уједно и највећи улагач у мозамбичку привреду. Иако мозамбичка привреда доживљава константан раст у 21. веку, Мозамбик је и даље једна од најсиромашнијих светских и афричких држава.
Република Мозамбик је чланица бројних међународних привредних, политичких и културних организација, попут Уједињених нација, Афричке уније, Комонвелта, Покрета несврстаних, Франкофоније, Лузофоније, Организације исламске сарадње и других.

## Етимологија
Име Мозамбик потиче вероватно из 15. века, из периода путовања Васка де Гаме и португалског је порекла. Име се првобитно односило на једно малено острво у Мозамбичком каналу, на северозападу данашњег Мозамбика. Острвом је у време доласка Португалаца управљао извесни арапски трговац робљем Муса Бин Бик (арап. موسى بن بيك; латинизовано као Mussa Bin Bique) који је себе прогласио владарем и султаном тог подручја, те је од његовог имена и изведено име за острво — порт. Moçambique. Португалци су касније искористили острво Мозамбик као полазну тачку за колонијална освајања у унутрашњости континента, а острво је све до 1898. било и главним градом Португалске источне Африке. Током XX века име Мозамбик се све више користило за све португалске колоније у источној Африци, а у истом периоду острво је преименовано на садашњи назив Иља де Мосамбик (порт. Ilha de Moçambique; у дословном преводу Острво Мозамбик).

## Географија
Република Мозамбик се налази у југоисточном делу афричког континента и обухвата подручје смештено између 10º27’ и 26º52’ јужне географске ширине и 30º12’ и 40º51’ источне географске дужине. Државна територија је јако издужена у смеру север-југ у дужини од око 1.970 km ваздушне линије, док је највеће растојање у смеру запад-исток око 1.120 km. Мозамбик обухвата територију површине 801.590 km², од чега на унутрашње воде отпада око 17.500 km² или 2% од укупне површине земље. У границама Мозамбика се налазе и територијалне воде на удаљености од 12 наутичких миља од обале (22,2 km), док се ексклузивна економска зона протеже до 200 наутичких миља, односно 370,4 km од обале.
Укупна дужина копнених граница Мозамбика је 4.571 km. Најдужа је гранична линија са Малавијем на северозападу, у дужини од 1.569 km и Зимбабвеом на западу у дужини од 1.231 km. Граничи се још и са Танзанијом на северу (дужина границе је 756 km), Замбијом на западу (419 km) и Јужноафричком Републиком (491 km) и Есватинијем (некадашњи Свазиленд, 105 km) на југу и југоистоку. На истоку Мозамбик излази на обале Индијског океана, односно његовог Мозамбичког канала, а укупна дужина обалне линије је око 2.470 km. Прекоморски суседи Мозамбика су Република Мадагаскар која се налази на око 470 km источније, Савез Комора (на око 280 km) и француски прекоморски департман Мајот који се налази на око 480 km источно од града Пембе. У Мозамбичком каналу се налазе и нека од ненасељених француских Расејаних острва са којима Мозамбик има маритимну границу − Басас да Индија (удаљена око 400 km), Европа (500 km) и Хуан де Нова (око 300 km).

### Рељеф
У рељефу Мозамбика јасно се издвајају три географске целине − приобална равница, централни плато и брдско планинско подручје. Река Замбези, која протиче централним делом земље у смеру запад-југоисток, дели земљу на северни брдски и јужни низијски део. Северни део земље је у својој основи пространа висораван смештена између приобалне равнице на истоку и планинских масива који припадају Великој раседној долини на западу. Источноафрички ров се простире даље ка југу све до долине Замбезија и њеног делтастог ушћа. Јужни део земље је пространа и ниска алувијална приобална равница прекривена саванском вегетацијом и испресецана бројним речним долинама. Рубна подручја висоравни у унутрашњости имају кристаласту основу, док је остали, нижи део земље изграђен од млађих седимената углавном кредине и терцијарне старости.
Најпространија географска регија у земљи је приобална равница која заузима нешто мање од половине укупне државне територије. Најпространија је у јужном делу земљу, посебно јужно од реке Саве, док се у унутрашњост највише увлачи уз долину Замбезија. Обала у том делу земље постпено прелази у пространу, ниску и замочварену равницу ширине веће од 100 km и са надморским висинама испод 200 m. Најниже и најмочварније је долина уз реку Лимпопо. Сама обала је ниска, песковита, јако замочварена и обрасла вегетацијом мангрова. Северно од рта Корентес налази се архипелаг Базаруто, скупина од шест ниских и ненасељених острва. У централном делу обале налази се ниска и пространа делта Замбезија површине око 8.000 km², која је засута великим количинама наносног материјала који доводи до честих промена тока њених бројних рукаваца. Северна приобална равница је знатно ужа, са просечним ширинама између 60 и 100 km, и ту брежуљкасти терен избија на саму обалу океана. Уз обалу се налазе бројна мања острва углавном коралног порекла. Најзначајнија острва у том делу земље су Мозамбик и архипелаг Квиримбас који чини 32 мања корална острва.
Приобална равница се у северном делу постепено уздиже у благо заталасану висораван чије надморске висине не прелазе 500 m, а која обухвата око једне трећине државне територије. Идући ка западу и северозападу надморске висине постепено расту да 1.000 m и то је подручје централне висоравни на коју отпада око четвртина територије. Планинска подручја виша од 1.000 m чине свега око 5% територије Мозамбика, а највиша тачка је планина Бинга (порт. Monte Binga) на граници са Зимбабвеом у покрајини Маника, са надморском висином од 2.436 m. Орографски највиша подручја у земљи се пружају уз источну обалу језера Малави, где се налази планина Намули, други највиши врх у земљи са надморском висином од 2.701 метра. Уз југоисточну обалу језера Малави протеже се високи планински ланац са бројним врховима вишим од 1.500 m.
У залеђу Мапутског залива су ниски обронци планинског масива Лебомбо са максималним висинама до 631 метра, док је у централном делу планинско подручје Горонгоса висине до 1.863 метра.

### Реке и језера
На територији Мозамбика издвајају се укупно 104 речна басена, од којих се њих 13 убраја у веће басене. Готово све реке у земљи одликује нестабилан и сезонски оријентисан режим тока, са максималним водостајем током 3 или 4 месеца годишње и изразито ниским водостајем током остатка године. Територија Мозамбика се одликује доста густом речном мрежом. Највећи део река свој ток започиње у висоравнима на западу земље и углавном теку у смеру истока ка Индијском океану. Готово све реке се одликују нестабилним водостајем, који је највиши у време кишне сезоне када се реке редовно изливају из корита и плаве околна нижа земљишта. Поплаве у сезони киша су готово редовна појава у јужним низијским деловима земље. Током сушног дела године ниво воде у рекама пада на минимум, а велики број водотокова у потпуности и пресуши. Велике количине наносног материјала који се налази у коритима река често доводе и до потпуне промене токова, што је нарочито карактеристично за мање водотоке.
Највећа и привредно најважнија река у земљи је Замбези који тече централним делом Мозамбика и дели земљу на две, готово једнаке, половине. Долина Замбезија уједно представља и географско средиште земље. Река Замбези свој ток започиње на северозападу Замбије, а на теритрију Мозамбика улази на тромеђи са Замбијом и Зимбабвеом. Након 805 km тока кроз Мозамбик улива се у Индијски океан јужно од лучког града Келимане у виду простране делте површине око 8.000 km². Замбези се источно од Викторијиних водопада пробија уском и дубоко усеченом долином, понегде кањонског облика са честим брзацима у кориту, све до Тетеа где почиње пространа долина и мирнији ток. Замбези је плован у горњем делу тока, од места Зумбо до водопада Квебрабаса (порт. Quebrabasa, дугих око 80 km) и у доњем делу тока низводно од Тетеа до ушћа у Индијски океан. Једина већа и значајнија притока Замбезија на тлу Мозамбика је река Шире која представља отоку језера Малави. У горњем делу тока Замбезија на подручју покрајине Тете саграђена је велика хидроелектрана, иза које се налази вештачко језеро Кахора Баса (порт. Cahora Bassa) површине 2.739 km², која електричном енергијом снабдева значајан део Мозамбика. Брана је грађена у периоду од 1968−1976, просечна дубина језера је око 21 метар, максимална дужина око 290 km, а ширина до 40 km.
Најзначајније реке на северу земље су Рувума са Лугендом, Месало (530 km), Лурио, Лигоња и Ликуњо, односно на југу Пунгве (дужина тока око 400 km), Саве, Комати и Лимпопо са притокама Шангане и Елефантес. На крајњем југу земље налази се река Мапуто чија дужина тока је око 85 km.
На територији Мозамбика се налази више од 1.300 језера, а већина њих је јако малих димензија. Тек двадесетак језера има површину акваторије између 10 и 100 km². Два највећа природна језера у земљи су Малави (или Нјаса) и Чилва, чије акваторије Мозамбик дели са суседним Малавијем. Од укупно 30.800 km² површине језера Малави око 21% акваторије припада Мозамбику, док је од 750 km² површине Чилве свега 29 km² на територији Мозамбика. На граници са Малавијем је и малено језеро Чиута. У приобалном делу земље на југу се налазе бројне плитке лагуне и мочваре.
Значајнији извори подземних вода налазе се у алувијалним формацијама у долинама већих река, посебно у долинама Замбезија и Коматија где је издашност око 70.000 m³ дневно.

### Земљиште
Уз изузетак плодних алувијалних земљишта која се таложе дуж речних долина, тла у Мозамбику се одликују умереним до јако ниским квалитетом. Највећи пољопривредни потенцијал имају тла у долинама Замбезија, Лимпопа, Инкоматија и Умбелузија.
У северним деловима земље доминирају глиновита и мешовита глиновито-песковита земљишта. Тла су углавном сиромашна у хрњивим материјама и нису погодна за интензивнију земљорадњу. Плодност је доста ниска и у јужним деловима земље где доминирају песковита земљишта. У мочварним подручјима и у лагунама на југу земље доминирају тресетна тла у комбинацији са песковитом подлогом, а захваљујући близини мора у њиховом саставу налазе се и знатнији проценти соли и других маринских седимената. Хидроморфна тла су најраширенија у ниским и замочвареним подручјима.

## Историја
Први насељеници Мозамбика су били ловци и сакупљачи, преци народа Коисани. Између четвртог и петог века Банту народи су се населили, они су били пољопривредници и обрађивали су гвожђе.
Мозамбик је био колонизован од стране Португалије током шеснаестог и седамнаестог века. Као португалска колонија, Мозамбик је био главни извор робова за европске колоније у Америци. Почетком 20. века Португалци су пребацили управу већег дела Мозамбика на велике приватне компаније, као Мозамбик Компанија, Замбези Компанија и Њаса Компанија, које су контролисали и финансирали Британци који су повезали Мозамбик железницом са околним земљама.
После Другог светског рата, када је већина европских земаља дала својим колонијама независност, Португалија је одлучила да су Мозамбик и друге колоније прекоморске провинције матичне земље. Године 1962. више антиколонијалних политичких група су формирале Фронт за Ослобођење Мозамбика (ФРЕЛИМО) који је покренуо оружане нападе на колонијалне власти септембра 1964. После десет година спорадичног ратовања ФРЕЛИМО није остварио значајне напретке. После војног удара којим је збачена влада Антонија Салазара 1974, Португалија је одлучила да додели независност својим колонијама. Мозамбик је постао независтан 25. јуна 1975.
После постизања независности, Мозамбик је претрпео пустошећи грађански рат између социјалистичке владе и антикомунистичког устаничког покрета. На крају рата 1992. године, више од милион људи је умрло, а привреда државе је упропашћена.

## Становништво
Провинције Замбезија и Нампула су најнасељеније, у њима живи око 45% становништва земље. Народ Макуа који има око четири милиона припадника је доминантна група на северу земље. Народи Сена и Шона (углавном Ндау) живе у долини реке Замбези, а народ Шанган је најбројнији на југу Мозамбика. Друге етничке групе су: Маконде, Јао, Свахили, Тонга, Чопи, Шона и Нгуни (укључујући и Зулу). У земљи живи и мали број Европљана углавном Португалаца. Остале мањине су пореклом из Индије, Пакистана, португалске Индије и арапских земаља, као и 7000 Кинеза. Хришћани чине 20% до 30% становништва, муслимани 15% до 20%, а остатак су локална веровања. Португалски је званични језик и језик који се највише говори, зато што Банту народи говоре више својих језика (од којих се највише користе Свахили, Макау, Сена, Ндау и Шанган). Арапи, Кинези и Индијци поред португалскога као другога језика говоре и своје језике. Образованији слојеви друштва говоре и енглески који се учи у школама као други или трећи језик.

## Административна подела
Мозамбик је административно подељен на укупно 10 покрајина (порт. províncias) и на територију главног града (порт. cidade capital) који такође има статус покрајине.
| Покрајина          | Админ. центар | Површина у км² | Становништво (2007) | Становништво (2017) | Географска регија  |
| ------------------ | ------------- | -------------- | ------------------- | ------------------- | ------------------ |
| Кабо Делгадо       | Пемба         | 86.625         | 1.606.568           | 2.333.278           | Северни Мозамбик   |
| Газа               | Шај Шај       | 75.709         | 1.228.514           | 1.446.654           | Јужни Мозамбик     |
| Ињамбане           | Ињамбане      | 68.615         | 1.271.818           | 1.271.818           | Јужни Мозамбик     |
| Маника             | Шимојо        | 61.661         | 1.412.248           | 1.911.237           | Централни Мозамбик |
| Главни град Мапуто | -             | 347            | 1.094.628           | 1.101.170           | Јужни Мозамбик     |
| Мапуто             | Матола        | 26.011         | 1.205.709           | 2.507.098           | Јужни Мозамбик     |
| Нампула            | Нампула       | 81.606         | 3.985.613           | 6.102.867           | Северни Мозамбик   |
| Нјаса              | Лишинга       | 129.056        | 1.170.783           | 1.865.976           | Северни Мозамбик   |
| Софала             | Беира         | 68.018         | 1.642.920           | 2.221.803           | Централни Мозамбик |
| Тете               | Тете          | 100.724        | 1.783.967           | 2.764.169           | Централни Мозамбик |
| Замбезија          | Квелимане     | 105.008        | 3.849.455           | 5.110.787           | Северни Мозамбик   |

Свака од покрајина је даље подељена на округе (порт. distritos) којих има укупно 154.

## Привреда
Половина становништва живи испод границе сиромаштва, а 75% становништва ради у пољопривреди. Када се 1992. завршио грађански рат у земљи, Мозамбик је био једна од најсиромашнијих земаља на свету. Још увек је једна од најсиромашнијих земаља, али је задњих година дошло до наглог економског успона. На састанку чланова Париског клуба 2001. Мозамбику је опроштен значајан део спољашњег дуга чиме је подстакнут развој земље. Збрињавање ратних избеглица и успешне економске реформе довели су до значајног раста: просечни раст од 1993. до 1999. је био 6,7%, а од 1997. до 1999. просечан раст је био преко 10% годишње. Велике поплаве током 2000. смањиле су раст на 2,1%. 2001. земља је остварила економски раст од 14,8%. Процењено је да ће идућих година економски раст бити између 7% и 10%.